# دوري التحدي الآسيوي
دوري التحدي الآسيوي (بالإنكليزية: AFC Challenge League) وكانت تٌعرف سابقاً باسم كأس رئيس الاتحاد الآسيوي (بالإنكليزية: AFC President's Cup) هي بطولة كرة قدم تقام سنوياً بين 18 فريقاً من الفرق المصنفة في الفئة الثالثة في الاتحاد الآسيوي لكرة القدم.

## تاريخ البطولة
تم تأسيس كأس رئيس الاتحاد الآسيوي (AFC President’s Cup) في عام 2005 باعتباره مسابقة من الدرجة الثالثة حتى تتمكن الأندية من الدول الأعضاء ذات التصنيف الأدنى في الاتحاد الآسيوي من المشاركة في المنافسات القارية.
في 25 نوفمبر 2013، اقترحت لجنة مسابقات الاتحاد الآسيوي أن تكون نسخة عام 2014 هي النسخة الأخيرة من البطولة. وابتداءً من عام 2015، أصبح بإمكان أبطال الدوريات من الدول الناشئة المشاركة في التصفيات المؤهلة لكأس الاتحاد الآسيوي.
شهدت النسخة الأخيرة في عام 2014 فوز نادي HTTU عشق آباد التركماني على ريميونغسو من كوريا الشمالية بنتيجة 2-1، ليصبح الفريق الثاني على التوالي من تركمانستان الذي يفوز بالبطولة.بداية من 2015، أصبح أبطال الدوري من الدول المصنفة في الدرجة الثالثة أصبح بإمكانهم المشاركة في الأدوار المؤهلة لكأس الاتحاد الآسيوي. الأدوار المؤهلة لكأس الاتحاد الآسيوي 2016 أقيمت بنفس نظام كأس رئيس الاتحاد الآسيوي (ولكن بدون نهائي)، والتي أقيمت في أغسطس 2015 وتأهل ناديين إلى الأدوار المؤهلة لكأس الاتحاد الآسيوي.
أُعلن في 23 ديسمبر 2022 أنه سيتم تغيير هيكل المسابقات في الاتحاد الآسيوي اعتبارًا من موسم 2024–25. وتقديم بطولة جديدة من الدرجة الثالثة تحت مسمى "دوري التحدي الآسيوي" (AFC Challenge League). وفي 24 مايو 2024، أعلن الاتحاد الآسيوي أن السجلات والإحصائيات الخاصة بالبطولات السابقة للأندية الآسيوية سيتم الاعتراف بها ودمجها في المسابقات الجديدة، وعليه تم نقل سجلات وإحصائيات كأس رئيس الاتحاد الآسيوي إلى دوري التحدي الآسيوي.

## نظام البطولة
شارك ما بين 8 و12 فريقًا في كل نسخة من المسابقة.
منذ عام 2005 إلى عام 2007 ، تم وضع 8 أندية في مجموعتين من 4 فرق. الفائزون والوصيفون يتقدمون إلى الدور نصف النهائي، وعقدت جميع المباريات في بلد واحد مضيف.
منذ عام 2008 إلى 2010 ، تمت زيادة البطولة إلى 11 ناديًا. تم إنشاء جولة تأهيلية وتم تقسيم الأندية الأحد عشر إلى ثلاث مجموعات من 3 أو 4 أندية. لعبت كل مجموعة في بلد مختلف. الفائزون في هذه المجموعات الثلاث والوصيف الأفضل يتأهلون للمراحل الإقصائية وتكون الاستضافة في بلد آخر.
من عام 2011 إلى عام 2014 ، تمت زيادة البطولة إلى 12 ناديًا. في مرحلة المجموعات، كانت هناك ثلاث مجموعات من 4 أندية. يتأهل الفائزون بالمجموعة والمركز الثاني إلى مرحلة خروج المغلوب. يتم تقسيم هذه الأندية الستة إلى مجموعتين من 3 أندية. وتتأهل الفرق المتصدرة من كل مجموعة مباشرة للنهائي. 

## الشعارات

شعار كأس رئيس الاتحاد الآسيوي
شعار دوري التحدي الآسيوي من 2024 وحتى الآن

## الأكثر تتويجاً

### حسب النادي

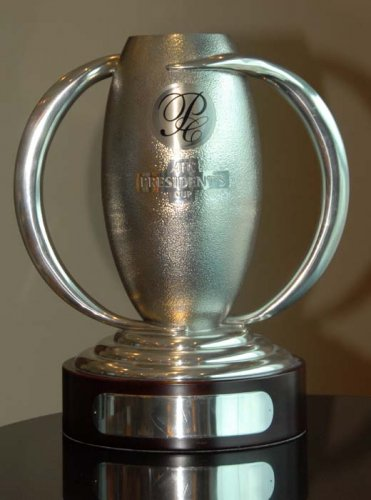
جائزة كأس رئيس الاتحاد الآسيوي

| النادي                 | البطل | الوصيف | سنوات الفوز      | سنوات الخسارة          |
| ---------------------- | ----- | ------ | ---------------- | ---------------------- |
| ريغار-تاداز تورسونزاده | 3     | 0      | 2005, 2008, 2009 |                        |
| دوردوي بيشكك           | 2     | 4      | 2006, 2007       | 2005, 2008, 2009, 2010 |
| ياداناربون             | 1     | 0      | 2010             |                        |
| شركة تايوان للطاقة     | 1     | 0      | 2011             |                        |
| استقلال دوشنبه         | 1     | 0      | 2012             |                        |
| بلقان                  | 1     | 0      | 2013             |                        |
| يدجين                  | 1     | 0      | 2014             |                        |
| أركاداغ                | 1     | 0      | 2024–25          |                        |
| فاخش قرغونتيبا         | 0     | 1      |                  | 2006                   |
| شرطة نيبال             | 0     | 1      |                  | 2007                   |
| بنوم بنه كراون         | 0     | 1      |                  | 2011                   |
| مركز شباب الأمعري      | 0     | 1      |                  | 2012                   |
| مختبرات خان للأبحاث    | 0     | 1      |                  | 2013                   |
| ريميونغسو              | 0     | 1      |                  | 2014                   |
| سفاي رينغ              | 0     | 1      |                  | 2024–25                |

### حسب الدولة
| # | البلد          | البطل | الوصيف | الأندية الفائزة                                |
| - | -------------- | ----- | ------ | ---------------------------------------------- |
| 1 | طاجيكستان      | 4     | 1      | ريغار-تاداز تورسونزاده (3)، استقلال دوشنبه (1) |
| 2 | تركمانستان     | 3     | 0      | بلقان (1)، يدجين (1)، أركاداغ (1)              |
| 3 | قرغيزستان      | 2     | 4      | دوردوي بيشكك (2)                               |
| 4 | ميانمار        | 1     | 0      | ياداناربون (1)                                 |
| 4 | تايبيه الصينية | 1     | 0      | شركة تايوان للطاقة (1)                         |
| 6 | كمبوديا        | 0     | 2      | —                                              |
| 6 | نيبال          | 0     | 1      | —                                              |
| 6 | باكستان        | 0     | 1      | —                                              |
| 6 | فلسطين         | 0     | 1      | —                                              |
| 6 | كوريا الشمالية | 0     | 1      | —                                              |